# Dallmin
Dallmin ist ein Ortsteil der amtsfreien Gemeinde Karstädt im Landkreis Prignitz in Brandenburg.

## Geographie
Der Ort liegt 5 Kilometer nordnordöstlich von Karstädt und 15 Kilometer nordnordwestlich von Perleberg. Die Nachbarorte sind Margarethental im Norden, Karwe im Nordosten, Kribbe im Osten, Wittmoor und Tiefenthal im Südosten, Postlin im Südwesten, Bootz im Westen sowie Streesow im Nordwesten.

## Geschichte
Die erste schriftliche Erwähnung von Dallmin stammt aus dem Jahr 1239. Darin wurde der Ort unter „Hinricus Dalemin“ verzeichnet.
Vor 1816 gehörte der Ort zum Kreis Perleberg in der Provinz Prignitz; ein Teil der Kurmark der Mark Brandenburg und kam anschließend zum Kreis Westprignitz. Ab 1952 gehörte Dallmin zum Kreis Perleberg im Bezirk Schwerin. Im Jahr 1992 schloss sich die Gemeinde Dallmin dem neu gebildeten Amt Karstädt an und wurde 1993 ein Teil des heutigen Landkreises Prignitz.
Die zuvor selbstständige Gemeinde Dallmin wurde zum 31. Dezember 2001 in Karstädt eingegliedert.

## Rittergut
Dallmin ist ein alter Rittersitz gewesen, er war längere Zeit im Besitz der Familie von Jagow, die eine eigene genealogische Linie Dallmin führte. Aus deren Ahnenreihe hervorzuheben ist unter anderem der Major im Eliteregiment der Gardes du Corps Wilhelm von Jagow (1783–1863). Ende des 19. Jahrhunderts beinhaltete das Rittergut der Familie von Jagow 1165 ha. Davon waren 261 ha Wald, 687 ha Acker und 162 ha Wiesen. Da Dallmin ein Allodialbesitz war und der letzte Jagow als Besitzer kein Testament hinterließ, befand sich das Gut im freien Eigentum. Durch Heirat der Agnes von Jagow in die finanziell gut ausgestatteten Familie von Podbielski blieb das Besitztum bis zur Bodenreform in deren Händen. Diese Familie bildete zur Sicherung der direkten Erbfolge einen Familienfideikommiss Dallmin. Die Begüterung umfasste vor der großen Wirtschaftskrise Ende der 1920er Jahre etwa 1166 ha. Dazu gehörte auch das Rittergut Streesow mit 261 ha. Den Gutsbetrieb leiteten zwei Verwalter.

### Gutsherren auf Dallmin
- Gustav von Jagow, Minister, Oberpräsident
- Theophil von Podbielski, General, nominell kurz Gutsbesitzer
- Victor von Podbielski, Politiker, Generalleutnant
- Victor von Podbielski, Politiker, Sohn des Vorigen

## Sehenswürdigkeiten
Die Liste der Baudenkmale in Karstädt enthält insgesamt vier Einträge zum Ort. Besonders ist die Dorfkirche Dallmin mit stimmungsvollem Innenraum und wertvoller historischer Orgel zu erwähnen.

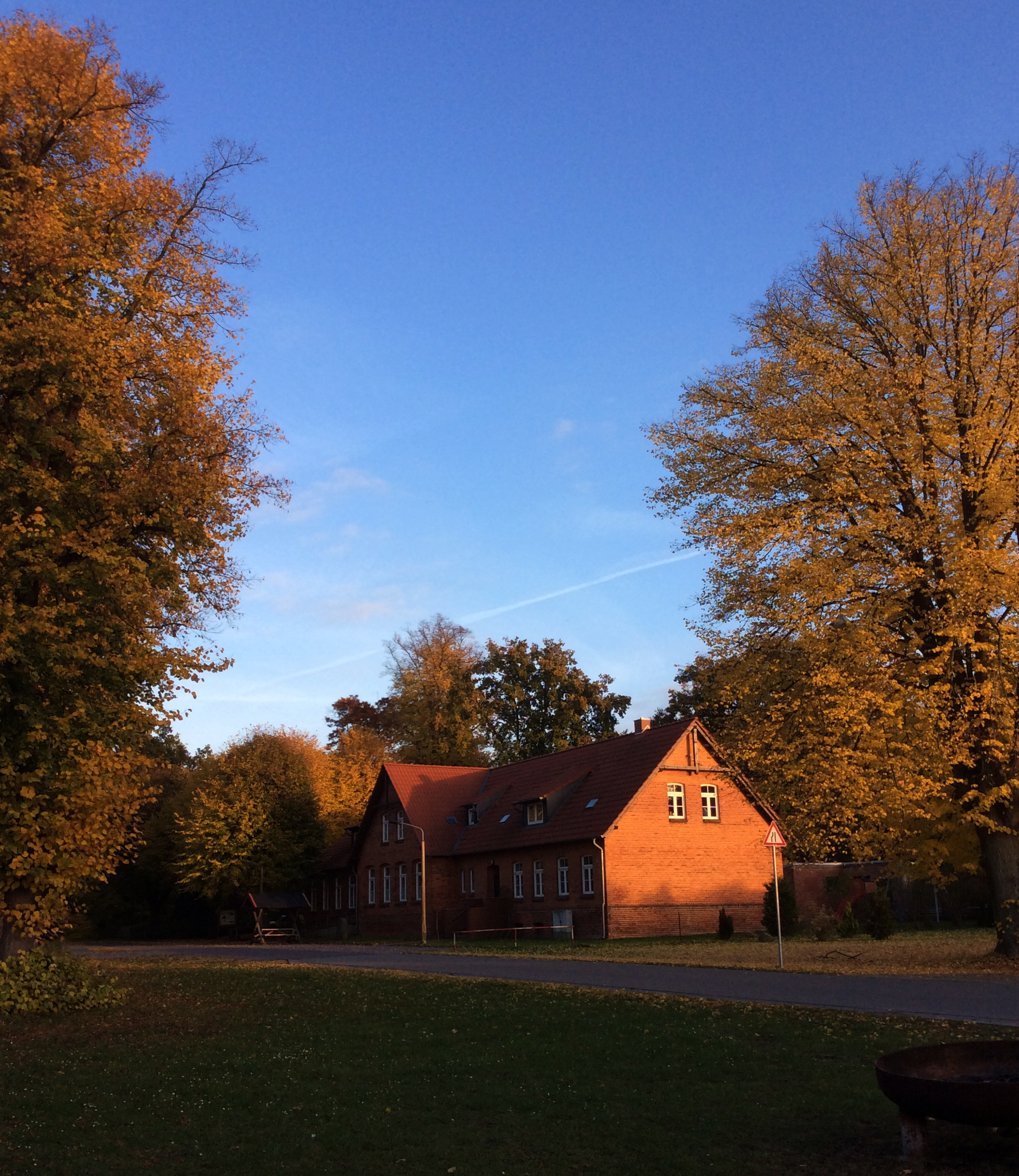
Begegnungsstätte
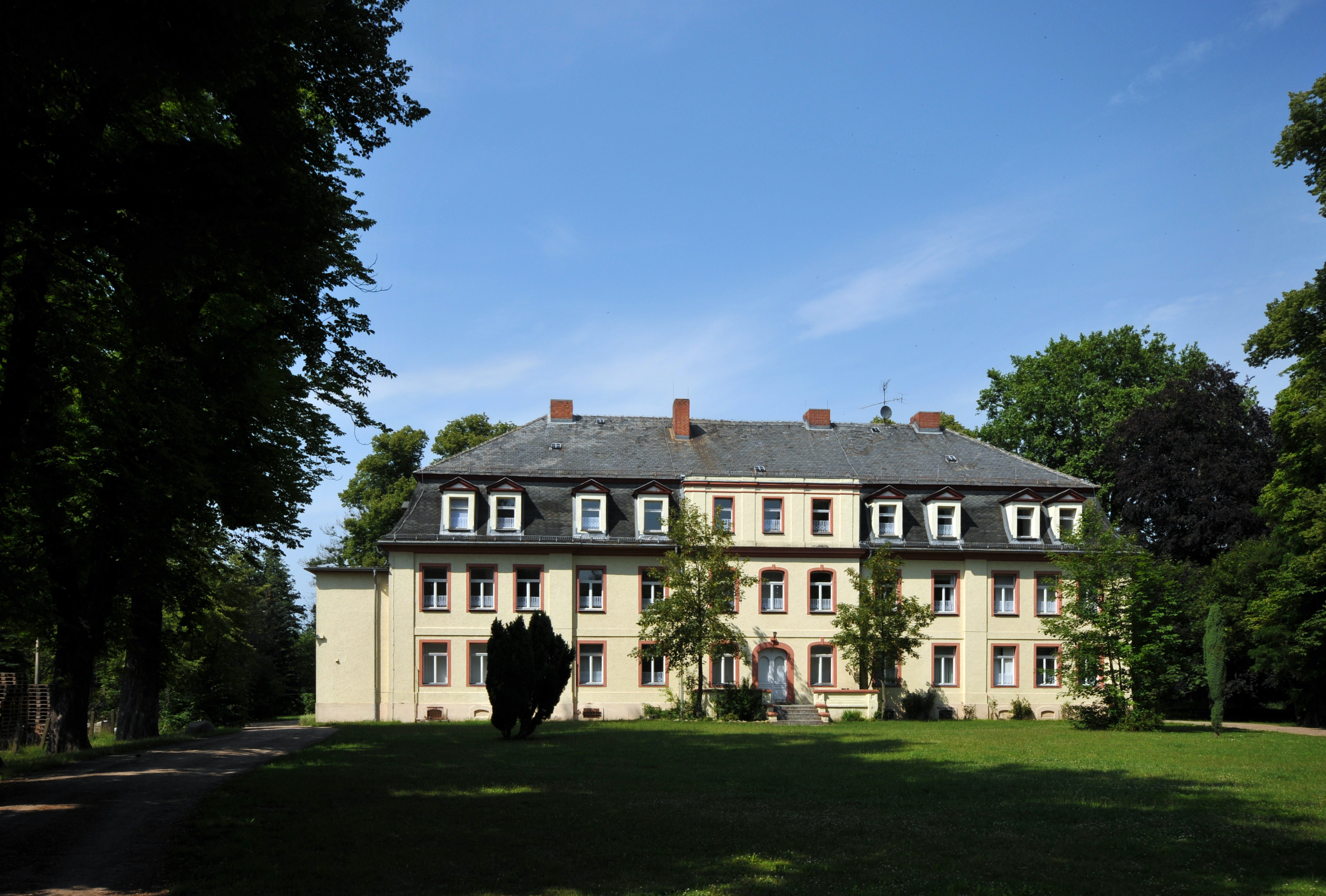
Brügger Hof
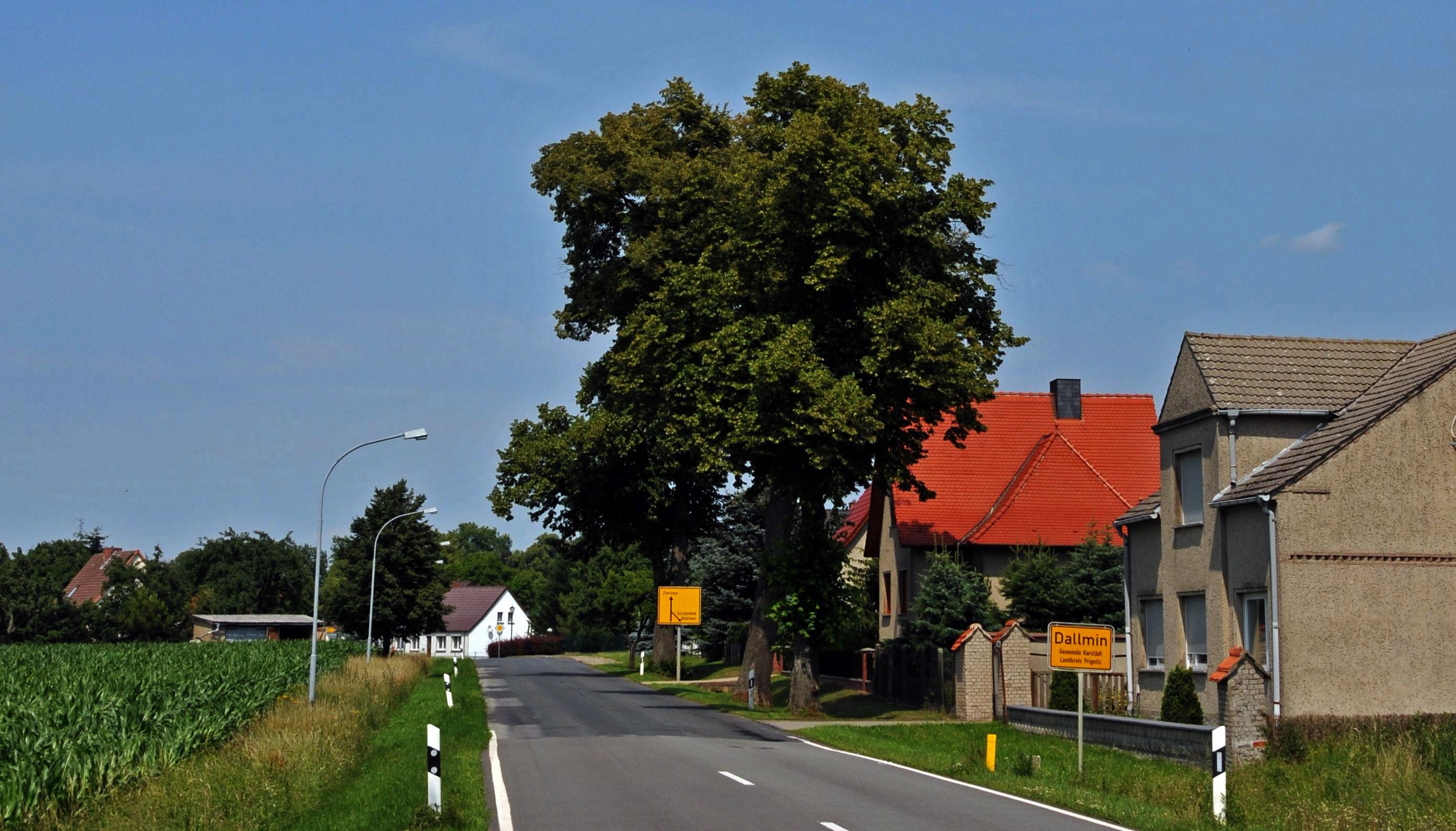
Ortseingang
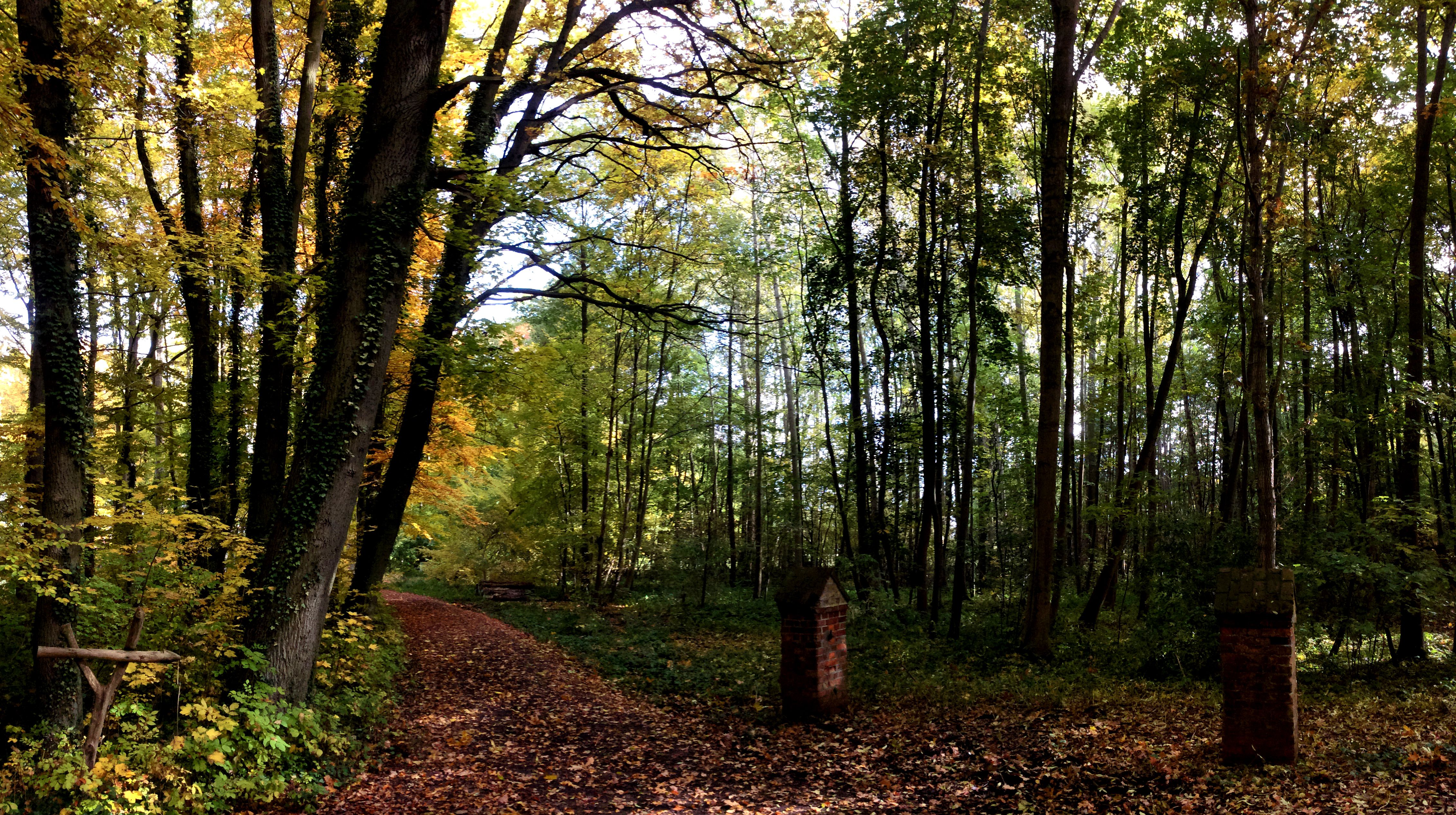
Schlosspark

## Persönlichkeiten
- Richard Bärwinkel (1840–1911), evangelischer Theologe